# Idea
「Idea」（イデア）は、日本の音楽ユニット・eufoniusによる楽曲。シングルの形態で2005年11月2日にランティスより発売された。eufoniusにとって通算4枚目のシングルで、メジャーでのシングルとしては2004年発売の『はばたく未来』以来2枚目のシングルとなった。
表題曲「Idea」はテレビアニメ『ノエイン もうひとりの君へ』のオープニングテーマである。TV sizeバージョンは、『TVアニメ「ノエイン」オリジナルサウンドトラック Vol.2』に収録されている。

## チャート成績・批評
CDシングルがリリースされた後、オリコンの調査によれば2005年11月第2週付け週間シングルチャートにおいて最高94位を獲得し、チャートには2回登場した。
『CDJournal』のガイドコメントではシングル収録曲が「透明感のあるriyaのヴォーカルが心地好い」と言及されている。また、洋泉社が発行した『アニソンマガジン』の2000年代アニメソングレビュー集のなかでライターの上田繭子は、楽曲「Idea」について「流麗なストリングス」を魅力の1つに挙げ、「静謐さのなかに割り込んでくる不安を煽るメロディが、サーッと視界が広がるような解放感につながるイントロの流れが、まるで進むべき道を見つけた思春期の少女の姿そのもののよう」と形容した。

## 収録曲
（全作詞：riya、作曲・編曲：菊地創）
1. Idea
2. eidos
3. Idea（off vocal）
4. eidos（off vocal）